# Rudolf Then

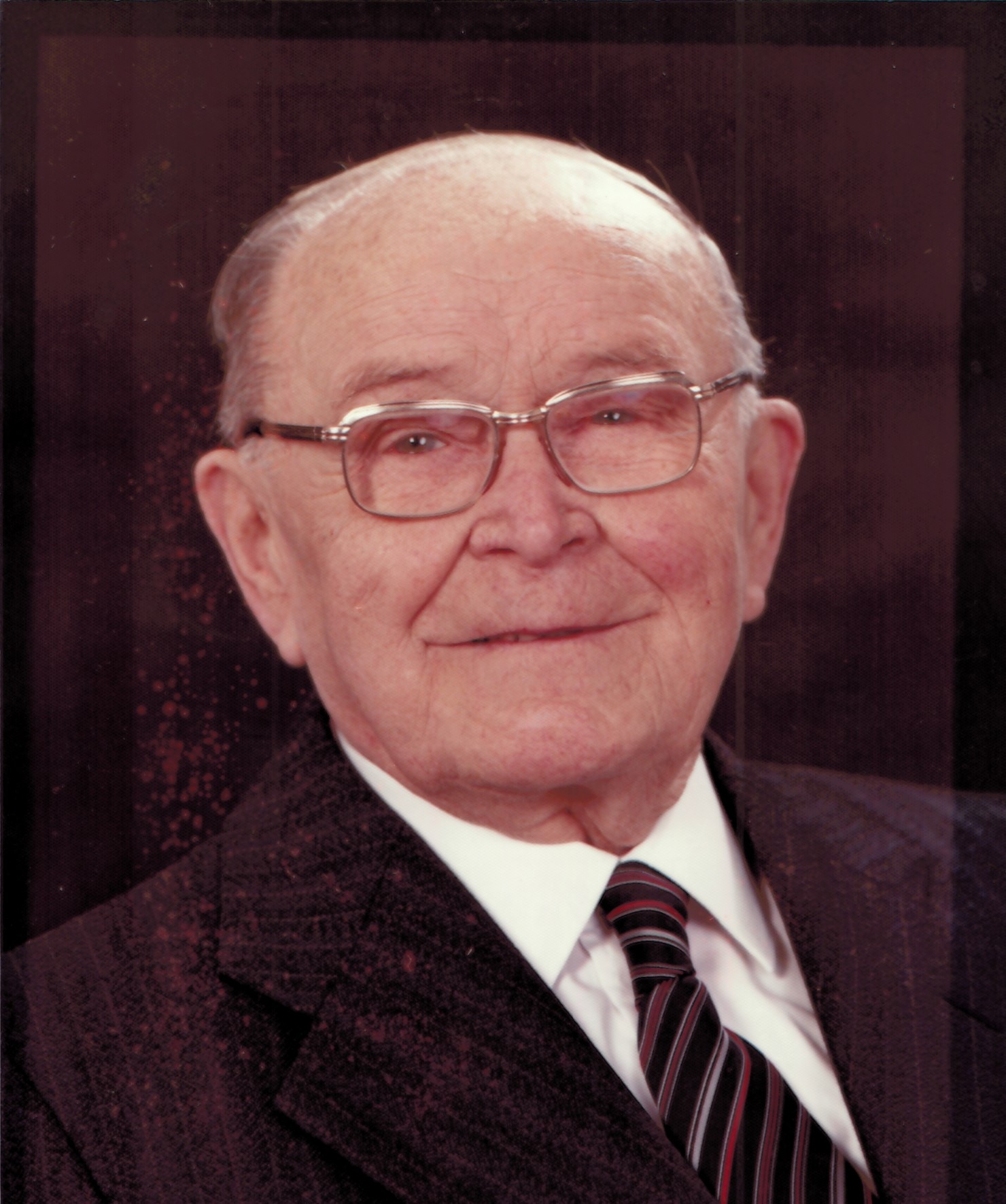
Rudolf Then, Aufnahme aus priv. Fotoarchiv

Rudolf Then (* 6. Februar 1889; † 1982) war Gründer einer Färbereimaschinenfabrik in Gschlachtenbretzingen, einem Ortsteil von Michelbach an der Bilz. Die Fabrik erreichte Weltruhm und brachte etwa 250 Arbeitsplätze sowie hohe Gewerbesteuereinnahmen für die Gemeinde. Then wurde mit dem Bundesverdienstkreuz sowie dem Ehrenbürgerrecht und der Verdienstmedaille der Gemeinde Michelbach ausgezeichnet. Die Mehrzweckhalle und eine Straße in Michelbach tragen heute seinen Namen.

## Leben
Rudolf Then gründete 1919 in Chemnitz eine Färbereimaschinenfabrik, die die technische Entwicklung von Färbereimaschinen vom anfänglichen Werkstoff Holz zum aufkommenden Werkstoff Edelstahl durchlief. Nach dem Zweiten Weltkrieg kam Then nach Hessental, wo er 1949 gemeinsam mit Karl Kurz am Wiederaufbau einer eigenen Firma arbeitete. Kurz war dann auch 50%iger Teilhaber bei der Gründung der Rudolf Then Färbereimaschinenfabrik GmbH, die 1956 ein 36.000 Quadratmeter großes Grundstück in Gschlachtenbretzingen erwarb und dort Verwaltungs- und Fabrikationsräume errichtete. Noch in den 1950er Jahren nahm Then dort auch insbesondere die Fabrikation von Steuer- und Regelanlagen auf und gehörte damit zu den wenigen Anbietern von Färbereimaschinen, die für die Prozesstechnik auf Eigenentwicklungen zurückgriffen. Die Betriebssicherheit der fabrizierten Maschinen verhalf dem Unternehmen zu Weltruhm. Das Unternehmen erreichte einen Personalstand von bis zu 250 Mitarbeitern und gab damit einen wichtigen Impuls für die Entwicklung der Gemeinde Michelbach, die nicht nur vom Arbeitsplatzangebot, sondern auch von den abgeführten Steuern und sonstigen Zuwendungen des Unternehmers profitierte. So hat Rudolf Then u. a. auch den Bau der örtlichen Mehrzweckhalle gefördert, die nach ihm benannt wurde. Anlässlich seines 70. Geburtstags wurde er mit dem Bundesverdienstkreuz am Bande ausgezeichnet, anlässlich seines 75. Geburtstages mit der Ehrenbürgerwürde der Gemeinde Michelbach an der Bilz und anlässlich seines 90. Geburtstages mit der Verdienstmedaille der Gemeinde. Erst im Alter von 90 Jahren zog sich Then aus seinem Unternehmen zurück, das zu diesem Zeitpunkt Vertretungen in 75 Ländern besaß und einen Exportanteil von 70 % erreicht hatte. Das Kapital des Unternehmens gelangte nach Thens Ausscheiden voll an die Hessentaler Unternehmerfamilie Kurz. Das Michelbacher Unternehmen firmiert heute als Fongs Europe GmbH und zählt inzwischen zu der an der Börse von Hongkong notierten Fong‘s Industries Co. Ltd.